# Serau del Japó
El serau japonès o capricorni del Japó (Capricornis crispus), conegut en japonès com a nihon kamoshika, és una espècie de caprí salvatge que viu als boscos de l'illa de Honshū, al Japó. A Kyushu i Shikoku n'hi ha poblacions residuals.
Té unes banyes petites i un pelatge gris abundant per suportar els hiverns nipons.